# منتخب المكسيك تحت 20 سنة لكرة القدم
منتخب المكسيك تحت 20 سنة لكرة القدم (بالإسبانية: Selección de fútbol sub-20 de México)‏ هو ممثل المكسيك الرسمي في المنافسات الدولية في كرة القدم في فئة كرة قدم تحت 20 سنة للرجال.